# Jean-Sébastien Côté
 (août 2009).
Si vous disposez d'ouvrages ou d'articles de référence ou si vous connaissez des sites web de qualité traitant du thème abordé ici, merci de compléter l'article en donnant les références utiles à sa vérifiabilité et en les liant à la section « Notes et références ».
Pour les articles homonymes, voir Côté.
Jean-Sébastien Côté est un musicien et concepteur sonore basé à Aylmer.
Au départ percussionniste et accompagnateur pour la danse moderne, il débute la composition musicale au début des années 1990 et entreprend diverses collaborations avec plusieurs chorégraphes de la ville de Québec.
Depuis 1999, il travaille avec le metteur en scène Robert Lepage pour qui il compose ou effectue la conception sonore de multiples pièces dont Le Dragon Bleu, le Projet Andersen, La Face cachée de la lune et Zulu Time, et plus d’interpréter en direct la musique de La Trilogie des dragons,
Il a également collaboré avec Lepage sur des projets non théâtraux, que ce soit au cinéma (La Face cachée de la lune), à l’opéra (1984) ou en danse (Eonnagata).
Il a reçu le prix Gascon-Roux à deux reprises; une première fois pour son travail sur Le Projet Andersen en 2006 et une seconde fois pour la musique et l'environnement sonore des Aiguilles et l'Opium en 2014.
Jean-Sébastien Côté est désormais Directeur de la création sonore à Transistor Média.